# Mikrotechna
MIKROTECHNA PRAHA a.s. je česká společnost se sídlem v Praze, které navazuje na činnost národního podniku Mikrotechna (změny názvů po roce 1945: národní podnik PAL Modřany, Aeropal, Vltavan, Mikrotechna) s tradicí výroby leteckých přístrojů sahající k samým prvopočátkům letectví v Československu.

## Výrobky

### Letecká výroba
- signalizační panely
- ovládací panely
- led osvětlení
- výškoměry
- gyroskopické přístroje
- rychloměry
- variometry
- tlakoměry a spínače
- pitot-statické trubice
- subdodávky dílů pro letecký průmysl

### Neletecká výroba
- výroba dílů a sestav pro elektronovou mikroskopii
- subdodávky dílů a sestav pro rozličné průmyslné využití